# Tinyatoxin
Tinyatoxin (TTX hay TTN) là một chất cay tự nhiên có trong Euphorbia poissonii.
Nó là một chất độc thần kinh, kích hoạt các thụ thể vanilloid trong một quần thể của các tế bào thần kinh cảm giác. Tinyatoxin yếu hơn khoảng ba lần so với  Resiniferatoxin.